# Стопце
Стопце (словен. Stopce) — поселення в общині Лашко, Савинський регіон, Словенія. Висота над рівнем моря: 328,6 м.